# 伊島村
伊島村（いしまそん）は、岡山県御津郡にあった村。1900年3月31日までは御野郡に属していた。

## 概要
かつては津島村と万成村は津島郷に、上伊福村は伊福郷に属した。
村名は井戸のある島ということにちなんだ。万成に良質の水が湧き出る井戸があり、旅人がそれを飲みに立ち寄ったと伝えられる。

## 沿革
- 1875年（明治8年） - 津島村のうち福居・市場・奥坂・西坂・新野が合併して津島村となる。上伊福村と上伊福村のうち別所が合併して上伊福村となる[2]。
- 1883年（明治16年）2月15日 - 連合戸長役場制度発足により、御野郡第三部戸長役場を上伊福村に設置し、同村および津島村・万成村を管轄[2]。
- 1889年（明治22年）6月1日 - 町村制の施行により、第三部戸長役場管轄区域の3村が合併して村制施行し、伊島村が発足。旧村名を継承した3大字を編成し、役場を上伊福に設置[3]。
- 1899年（明治32年）8月1日 - 上伊福の一部（字三十二・字三十三・字三十四・字三十五・字蓮田・字三十一・字五反田・字三反田・字十六・字苗添・字七ノ坪・字八ノ坪）を岡山市に編入し、岡山市上伊福となる[4][5]。
- 1900年（明治33年）4月1日 - 津高郡と御野郡が合併し御津郡となる。
- 1907年（明治40年） - 大日本帝国陸軍第17師団を津島・上伊福に設置。
- 1921年（大正10年）3月1日 - 岡山市に編入。同日伊島村廃止。

## 合併後
上伊福は岡山市上伊福に編入、津島・万成は岡山市の大字として継承されたが、1965年から1974年にかけて以下のように変更された。
上伊福は伊福町1〜4丁目・伊島北町・伊島町1〜3丁目・いずみ町・絵図町・京山1〜2丁目・国体町・清心町・谷万成1丁目・津倉町2丁目・奉還町1〜4丁目・三門東町となった。
津島は一部が津島京町1〜3丁目・津島桑の木町・津島笹が瀬・津島中1〜3丁目・津島新野1〜2丁目・津島西坂1〜3丁目・津島東1〜4丁目・津島福居1〜2丁目・津島本町・津島南1〜2丁目・伊島北町・伊島町2丁目・いずみ町・北方2丁目・法界院・理大町なった。
万成は万成西町・万成東町・伊島北町・伊島町3丁目・岩井2丁目・京山2丁目・谷万成1〜2丁目・津島京町1〜2丁目・矢坂東町となった。

## 行政

### 歴代村長
| 代                                                           | 氏名       | 就任年月日                | 退任年月日                | 備考 |
| ------------------------------------------------------------ | ---------- | ------------------------- | ------------------------- | ---- |
| 初                                                           | 浅沼猪作   | 1889年（明治22年）7月17日 | 1890年（明治23年）4月9日  |      |
| 2-4                                                          | 難波重直   | 1890年（明治23年）5月23日 | 1902年（明治35年）5月16日 |      |
| 5-9                                                          | 中田千代治 | 1902年（明治35年）5月28日 | 1921年（大正10年）2月28日 |      |
| 参考文献 - 岡山県市町村合併誌 市町村編 5頁（岡山県、1960年） |            |                           |                           |      |

## 教育
- 伊島尋常高等小学校（現・岡山市立伊島小学校）[7]

## 当時の主要施設
- 大日本帝国陸軍第17師団[8]
  - 司令部（現在の岡山大学津島キャンパス）
  - 練兵場（現在の岡山県総合グラウンド）
  - 岡山衛戌病院（組織は岡山陸軍病院、国立岡山病院を経て、国立病院機構岡山医療センター、敷地は現在の岡山県生涯学習センター）
- 岡山県種畜場